# Костеланец, Андре
Андре Костеланец (англ. Andre Kostelanetz, при рождении Абрам Наумович Костелянец; 22 декабря 1901 — 13 января 1980) — американский дирижёр и аранжировщик популярной оркестровой музыки, один из главных представителей жанра лёгкой музыки.

## Биография
Абрам Наумович Костелянец родился в Санкт-Петербурге в еврейской семье. Его отец, Нахман Йохелевич (Наум Игнатьевич) Костелянец, был маклером Санкт-Петербургской фондовой биржи; дед по материнской линии, Айзик Евелевич Дымшиц, был богатым коммерсантом и лесопромышленником. Племянник художницы-авангардистки Софьи Дымшиц-Толстой, двоюродный брат литературоведа Александра Дымшица.
Костелянец эмигрировал в США после Октябрьской революции.
Прибыв в Соединенные Штаты в 1922 он уже в 1920-х провел первые концерты для радио. В 1930-х годах он начал свое собственное еженедельное шоу на CBS Andre Kostelanetz Presents. Костеланец был известен записью легких классических музыкальных произведений для массовой аудитории, а также оркестровыми версиями песен и бродвейских мелодий. За свою карьеру он сделал множество записей, продажи которых превысили 50 миллионов. В течение многих лет он был дирижёром Нью-Йоркского филармонического оркестра на эстрадных концертах и записях, где он и его оркестр проходили под именем Andre Kostelanetz and His Orchestra.
Андре Костеланец больше всего известен современной аудитории благодаря серии инструментальных альбомов лёгкой музыки на Columbia Records с 1940-х до 1980-х годов. Костеланец фактически начал создавать свою музыку до того, как появился жанр «easy listening». Он продолжал писать музыку, пока некоторые из его современников, включая Мантовани, не прекратили запись. За пределами Соединенных Штатов одной из его самых известных работ была оркестровая аранжировка мелодии «С песней в моём сердце», которая была фирменной мелодией давней радиопрограммы BBC, которая сначала называлась «Избранные силы», затем «Семейные избранное». и, наконец, «Two Way Family Favorites».
Он помог выйти в свет множеству работ, в том числе «Портрет Линкольна» Аарона Копланда, «Портрет Марка Твена» Джерома Керна, «Триптих» Новой Англии Уильяма Шумана, «Границы Пола Крестона», «Река Гудзон» Ферде Грофе, музыкальные портреты Вирджила Томсона «Фиорелло Ла Гуардия» и «Дороти Томпсон», Алана Ховона. Уильям Уолтон посвятил свое каприччио бурлеско Костеланцу, который провел первое выступление и сделал первую запись в Нью-Йоркской филармонии.
Его последним концертом стал «Ночь в старой Вене» с Симфоническим оркестром Сан-Франциско в Военном мемориальном оперном театре 31 декабря 1979 года.

## Семья
Его первой женой была актриса и певица Сара Лой; они были женаты с 1923 по 1937 год. Затем он был женат на певице Лили Понс с 1938 по 1958 год. Они владели домом, который был построен в 1955 году в Палм-Спрингс, штат Калифорния. В 1960 году он женился на Саре Джин Оркатт; брак длился несколько лет. Все три союза были бездетны.
Его брат, Борис Костеланец (1911—2006), был выдающимся адвокатом по вопросам налоговой защиты.
Троюродный брат — физик Лев Коварский.

## Смерть
После концерта 31 декабря 1979 года с Симфоническим оркестром Сан-Франциско Костеланец отправился в отпуск на Гаити. Там Костеланец заболел пневмонией и скончался 13 января 1980 года в возрасте 78 лет.